# Ocotea maranhana
Ocotea maranhana är en lagerväxtart som först beskrevs av Carl Daniel Friedrich Meisner, och fick sitt nu gällande namn av Henry Hurd Rusby. Ocotea maranhana ingår i släktet Ocotea och familjen lagerväxter. Inga underarter finns listade i Catalogue of Life.